# Archives littéraires suisses
Les archives littéraires suisses (ALS) de la Bibliothèque nationale suisse conservent à Berne des fonds d'écrivains en provenance des quatre régions linguistiques et culturelles de la Suisse (en français, en italien, en allemand, en romanche).

## Historique
En 1989, l'écrivain Friedrich Dürrenmatt a fait don de ses archives à la Confédération suisse, à la condition que soient fondées des Archives littéraires.
Les Archives littéraires ont été fondées en 1991 et ont été rattachées à la Bibliothèque nationale (BN). Des fonds existants déjà à la Bibliothèque nationale ont d’emblée complété le fonds Dürrenmatt, en particulier : Blaise Cendrars, S. Corinna Bille, Maurice Chappaz et Gonzague de Reynold (le premier à avoir légué ses archives à la BN).
Diverses manifestations ont lieu à l’occasion des 25 ans de l’institution, dont une exposition « Dada original » qui revient sur les origines du mouvement dadaïste.

## Fonds
Les fonds concernent surtout des écrivains du XXe siècle, mais aussi l’activité éditoriale (comme le fonds Bertil Galland qui se trouvait déjà avant 1991 à la BN) et la critique littéraire (par exemple le fonds Jean Starobinski). Quelques fonds d’auteurs étrangers sont aussi conservés, entre autres de Patricia Highsmith, Hermann Hesse ou Rainer Maria Rilke.
Outre le fonds Friedrich Dürrenmatt, les Archives littéraires suisses ont reçu plus de 300 fonds et archives (état en 2016), dont voici quelques-uns :
- Étienne Barilier**
- Peter Bichsel**
- S. Corinna Bille**
- Jean Bollack**
- Georges Borgeaud**
- Hermann Burger**
- Erika Burkart*
- Blaise Cendrars**
- Maurice Chappaz**
- Jacques Chessex**
- Roger Dragonetti**
- Albert Einstein*
- Heinrich Federer**
- Bertil Galland (éditions)**
- Jean Gebser**
- Friedrich Glauser**
- Anne-Lise Grobéty**
- Eveline Hasler**
- Hermann Hesse*
- Patricia Highsmith**
- Rolf Hochhuth**
- Ludwig Hohl**
- Urs Jaeggi**
- Walther Kauer**
- Agota Kristof**
- Hugo Loetscher**
- Lorenz Lotmar**
- Golo Mann**
- Mani Matter**
- Mariella Mehr**
- Niklaus Meienberg**
- Adolf Muschg**
- Paul Nizon**
- Georges Poulet*
- Grisélidis Réal*
- Josef Reinhart**
- Gonzague de Reynold**
- Rainer Maria Rilke*
- Alice Rivaz**
- Daniel de Roulet**
- Isolde Schaad**
- Annemarie Schwarzenbach**
- Carl Spitteler**
- Jean Starobinski**
- Verena Stefan**
- Beat Sterchi*
- Walter Vogt**
- Otto F. Walter**
- Silja Walter**
- Walter Weideli**
- Yvette Z'Graggen**

(**) : Fonds complet conservé, ou considéré comme tel

(*) : Fonds partiel

### Acquisitions récentes
Le 7.12.2021, les ALS communiquent qu’elles ont acquis trois nouveaux fonds. Dans le domaine de la littérature expérimentale, ils concernent l’écrivain Jürg Laederach (1945-2018) et l’écrivaine, essayiste, auteure de pièces radiophoniques, vidéaste et créatrice d’installations Birgit Kempker (*1956). Un don d’archives photographiques d’Yvonne Böhler (*1941) les complètent.

## Publications
- (de + fr + it + rm) Quarto : Revue des Archives littéraires suisses (ALS), semestriel, depuis mars 1993, s'adresse aux amateurs de littérature
- (de + fr + it + rm) Passim : Bulletin des Archives littéraires suisses, depuis 2007, 16 numéros parus jusqu’en 2015, présente les travaux, les projets, les recherches et les manifestations des ALS
- Bulletin du Cercle d'études internationales Jean Starobinski, depuis 2008, 8 numéros parus jusqu’en 2015
- (de) Beide Seiten. Autoren und Wissenschaftler im Gespräch, collection de recherches sur les manuscrits présents dans les collections des ALS, premières parutions en 2010, 2011 et 2013
- Monographies des ALS, recueils thématiques, éditions et catalogues d’exposition, 23 parutions de 1994 à 2015

Les ALS publient aussi des bibliographies, disponibles en ligne, dont la Bibliographie choisie sur la littérature suisse (2014).

## Outils de recherche
Des inventaires par personnes ou par institutions sont accessibles en ligne. Les inventaires des fonds des écrivains débutent avec un aperçu qui contient souvent un portrait photographique.
Les fonds des ALS sont catalogués dans HelveticArchives, la base de données des fonds de la Bibliothèque nationale suisse (BN).